# Mesocerea distincta
Mesocerea distincta là một loài bướm đêm thuộc phân họ Arctiinae, họ Erebidae.